# WASP-107
WASP-107 — звезда в созвездии Девы. Находится на расстоянии 208,7 световых лет от Солнца. Вокруг звезды обращается, как минимум, одна планета.

## Характеристики
WASP-107 — звезда 11,6 видимой звёздной величины; это оранжевый карлик главной последовательности с массой и радиусом, равными 69% и 66% солнечных соответственно. Температура поверхности звезды составляет около 4430 кельвинов.

## Планетная система
В 2017 году группой астрономов, работающих в рамках программы SuperWASP, было объявлено об открытии планеты WASP-107 b в системе. Это газовый гигант, обращающийся на расстоянии 0,05 а.е. от родительской звезды и совершающий полный оборот за 5,72 суток. Масса планеты лежит в диапазоне, промежуточном между массой Нептуна и Сатурна (она оценивается в 0,12±0,01 масс Юпитера или 38±3 масс Земли). В июне 2017 г. астрономы наблюдали за планетой с помощью телескопа «Хаббл». Был получен подробный спектр WASP-107 b, который показал присутствие водяного пара в её атмосфере, а также плотной дымки облаков на уровне давления 0,01-3 миллибар. Дальнейшие наблюдения показали, что атмосфера планеты испаряется во внешнее космическое пространство. В испаряющемся «хвосте» WASP-107 b был обнаружен гелий — впервые у планеты, находящейся вне Солнечной системы. обнаружил частицы песка в облаках экзопланеты
В 2023 году группа европейских астрономов, используя инструмент среднего инфракрасного диапазона MIRI космического телескопа «Джеймс Уэбб», обнаружили наличие в атмосфере WASP-107 b водяного пара, диоксида серы, частиц силикатного песка и отсутствие признаков метана, что указывает на потенциально тёплую внутреннюю часть планеты.